# الشيخ سليم جشتي
الشيخ سليم جشتي (1478 – 1572) المعروف أيضًا باسم شيخ الهند كان أحد أولياء الصوفية من الطريقة الجشتية وأحد أكثر أولياء الصوفية تبجيلًا في عهد سلطنة مغول الهند في الهند.

## السيرة

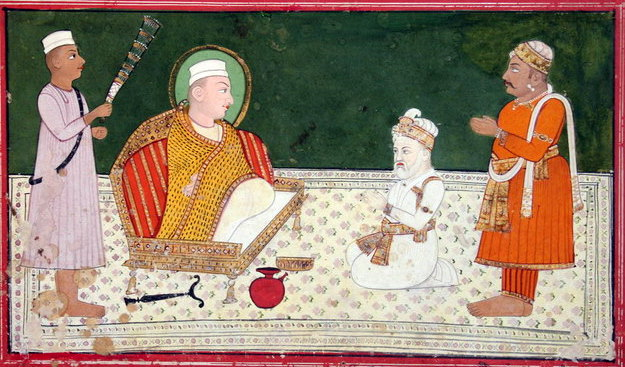
الشيخ سليم جشتي مع السلطان المغولي أكبر

كان الشيخ سليم تشيشتي من نسل الشيخ فريد، وهو واعظ مسلم سني بنجابي ومتصوف.
جاء السلطان المغولي أكبر إلى منزل جشتي في سيكري ليطلب منه أن يصلي من أجل وريث ذكر للعرش. بارك جشتي أكبر، وبعد عام، ولد له وللملكة مريم الزماني أحد أول ثلاثة أبناء. أطلق أكبر على ابنه الأول اسم "سليم" (الذي أصبح فيما بعد الإمبراطور جهانجير). في عام 1569، بدأ أكبر بناء مجمع ديني لإحياء ذكرى الشيخ. بعد عيد ميلاد جهانجير الثاني، بدأ بناء مدينة مسورة وقصر إمبراطوري في نفس الموقع. أصبحت المدينة تُعرف باسم فاتحبور سيكري، "مدينة النصر"، بعد حملة غوجارات المنتصرة التي قادها أكبر في عام 1573.
كانت ابنة الشيخ سليم جشتي الأم الحاضنة للسلطان جهانجير. كان السلطان مرتبطًا بشدة بأمه الحاضنة، كما انعكس ذلك في جهانجيرنامه [الإنجليزية]  وكان قريبًا للغاية من ابنها قطب الدين خان كوكا الذي أصبح حاكمًا للبنغال وأوريسا. 
تم تكريم ابنه الأكبر، سعد الدين خان، سعد الدين صديق وتم منحه ثلاثة جاجيرس في منطقة غازيبور [الإنجليزية] في أمين آباد وطالب آباد وشاندرابراتاب. يعيش هناك حاليًا حفيده الأكبر كورشيد عليم تشيشتي وهو الجيل السادس عشر من عائلة سليم تشيشتي. ومن بين هؤلاء الأحفاد في بنغلاديش تشودري كاظم الدين أحمد صديقي [الإنجليزية]، المؤسس المشارك لرابطة آسام البنغال الإسلامية وجامعة دكا؛ والقاضي بدر الدين أحمد صديقي؛  تشودري تانبير أحمد صديقي [الإنجليزية]، وزير التجارة في بنغلاديش؛ وتشودري إراد أحمد صديقي، ناشط في مكافحة الفساد ومرشح لمنصب عمدة دكا في عام 2015. وقد حصل سليل ابنه الثاني الأكبر، الشيخ إبراهيم، على لقب كيشوار خان، وهو يقيم الآن في شيخبور، ببادون [الإنجليزية] في الهند.[بحاجة لمصدر]

## قبر سليم جشتي
قبر سليم جشتي هو ضريح يقع داخل ساحة المسجد الجامع في فاتحبور سيكري ، أوتار براديش، الهند . أمر ببناء الضريح السلطان أكبر خلال عامي 1580 و 1581 وهي أعوام اكتماله، جنبًا إلى جنب مع المجمع الإمبراطوري في فاتحبور سيكري بالقرب من زينانا روزا. تم بناؤه كعلامة على احترامه لسليم جشتي، الذي تنبأ بميلاد ابن أكبر (المسمى الأمير سليم على اسم سليم جشتي)، الذي خلف أكبر على عرش الإمبراطورية المغولية. تم إدراج المقبرة على قائمة التراث العالمي لليونسكو في عام 1986.

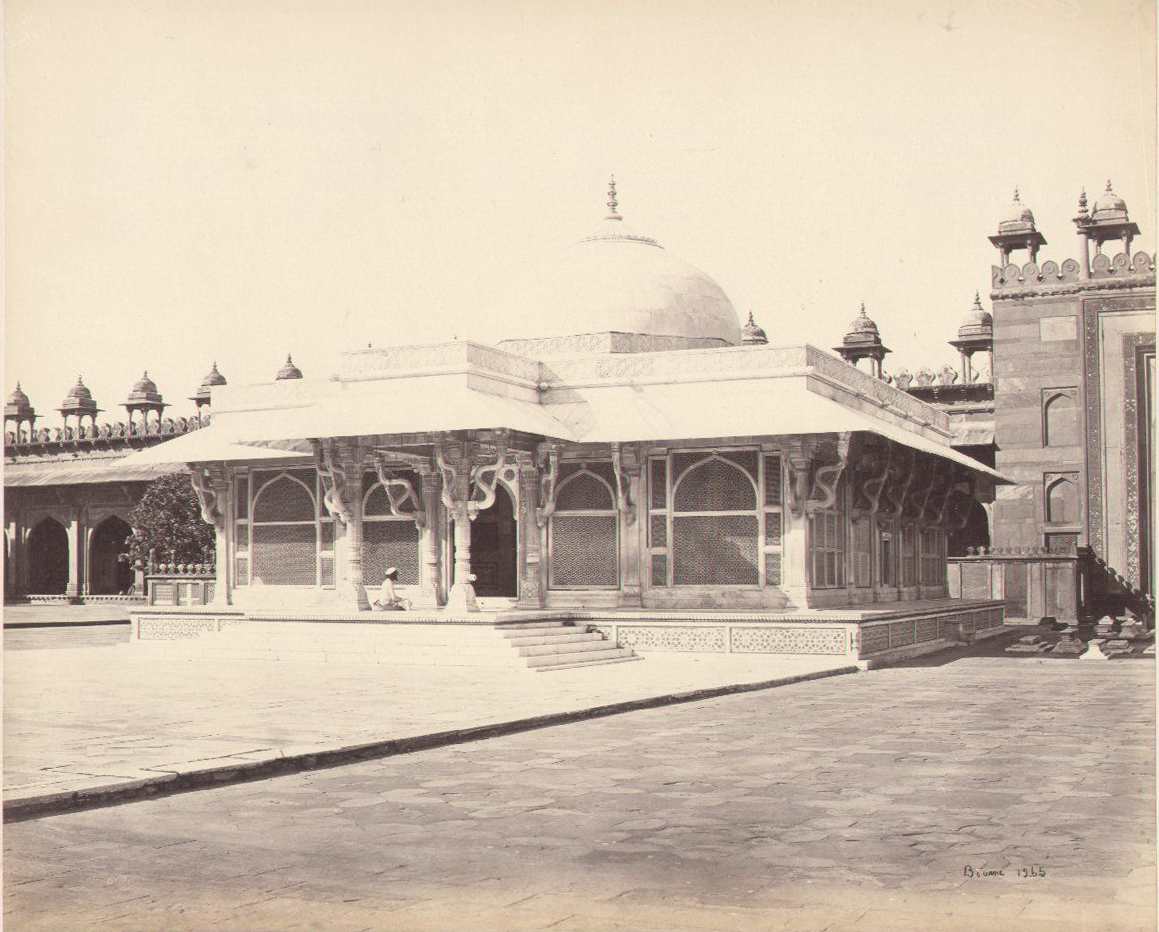
قبر سليم جشتي الذي التقطه صموئيل بورن عام 1865

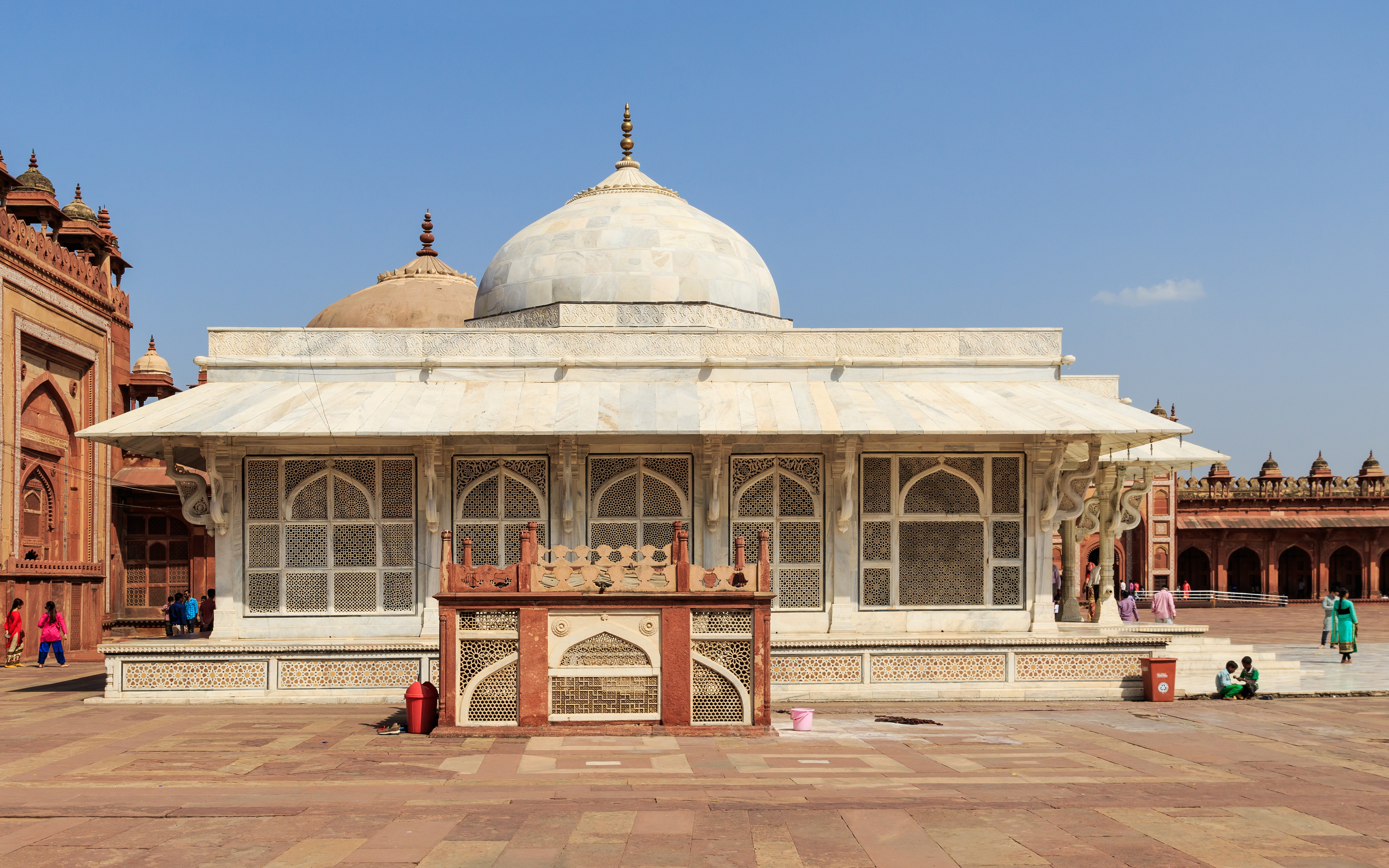
منظر آخر لضريح سليم جشتي

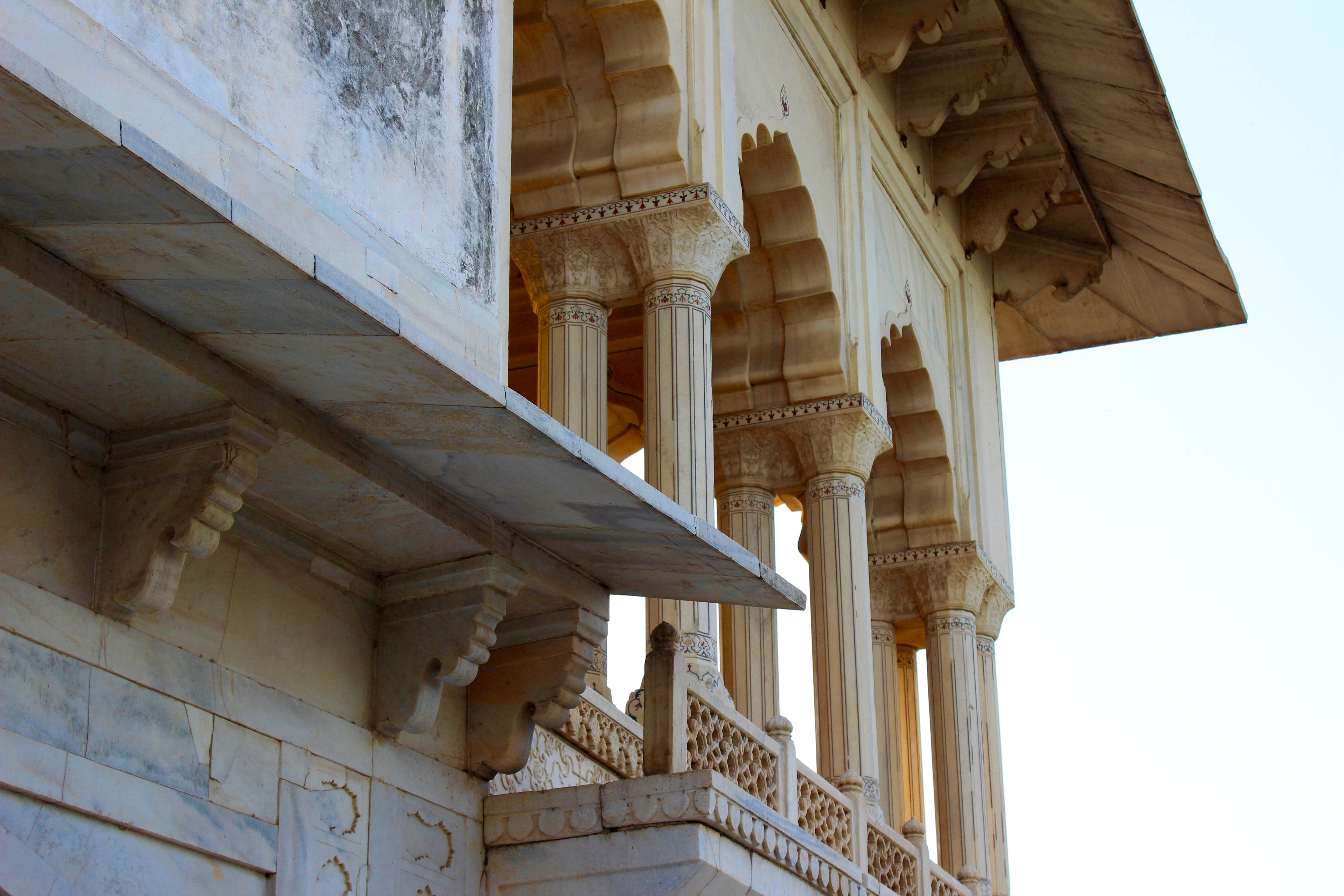
فاتح بور سيكري : قبر سليم تشيشتي

## طالع أيضًا
- إسلام خان الأول [الإنجليزية] (الحفيد)
- إسلام خان الخامس [الإنجليزية]
- مكرم خان [الإنجليزية]، حفيده
- شيخبور، بادون [الإنجليزية]
- قطب الدين كوكة [الإنجليزية]